# Moctar Doumbia
Pour les articles homonymes, voir Doumbia.
Moctar Doumbia, né le 1er novembre 1971, est un taekwondoïste français.
Vainqueur de la coupe du monde de Taekwondo 1991
Il remporte la médaille d'argent dans la catégorie des plus de 84 kg aux Championnats du monde de taekwondo 1999.